# Pachypora
Pachypora är ett släkte av koralldjur vanliga på Gotland i fossil från silur.
Pachypora kännetecknas av att koloniskelettet liknar breda, tillplattade grenar. Boningkamrarna är knappt millimetervida och har tjocka väggar.